# هوکیو
هوکیو (به اسپانیایی: Volcán Huequi) یک کوه و آتشفشان در شیلی است که در Palena Province واقع شده‌است. هوکیو ۱٬۳۱۸ متر بالاتر از سطح دریا واقع شده‌است.